# De Zwaan (Moriaanshoofd)
De Zwaan is een windmolen gelegen in het gehucht Moriaanshoofd in de Nederlandse gemeente Schouwen-Duiveland. Deze korenmolen is van het type grondzeiler. De zwarte achthoekige molen is opgericht in 1886 en verving een oudere wipkorenmolen. De molen is vervaardigd in Leerdam
De molen stond de tweede helft van de twintigste eeuw op het punt afgebroken te worden. De molen werd in 2002 gerepareerd en is nu weer in staat om te malen.

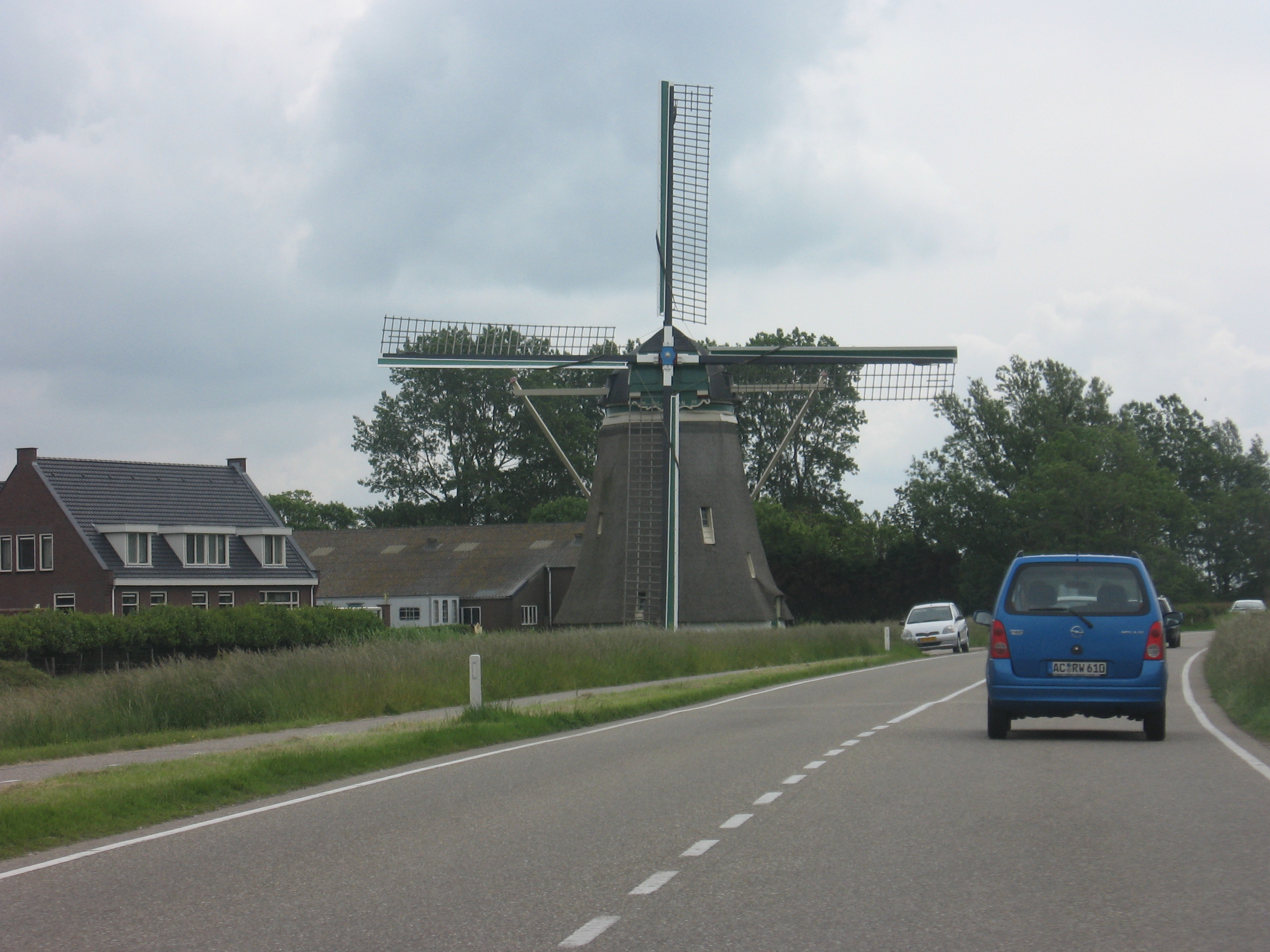
De Zwaan